# Odontellina sexoculata
Odontellina sexoculata is een springstaartensoort uit de familie van de Odontellidae. De wetenschappelijke naam van de soort is voor het eerst geldig gepubliceerd in 1989 door Thibaud & Christian.